# HC Březová 2007
HC Březová 2007 (celým názvem: Hockey Club Březová 2007) byl český klub ledního hokeje, který sídlil ve městě Březová v Karlovarském kraji. Založen byl v roce 2007, zanikl v roce 2013. V sezóně 2012/13 působil v Karlovarské krajské lize, čtvrté české nejvyšší soutěži ledního hokeje.
Své domácí zápasy odehrával v Mariánských Lázních na tamějším zimním stadionu s kapacitou 1 500 diváků.

## Přehled ligové účasti
Stručný přehled
Zdroj:
- 2010–2011: Karlovarská krajská soutěž – sk. A (5. ligová úroveň v České republice)
- 2011–2012: Karlovarská krajská soutěž (5. ligová úroveň v České republice)
- 2012–2013: Karlovarská krajská liga (4. ligová úroveň v České republice)

Jednotlivé ročníky
Zdroj:
Legenda: ZČ - základní část, červené podbarvení - sestup, zelené podbarvení - postup, fialové podbarvení - reorganizace, změna skupiny či soutěže
| Česko (2010 – 2013) |                                    |           |          |                                       |              |
| Sezóny              | Soutěž                             | Úroveň    | ZČ       | Play-off, nadstavba, sk. o udržení... | Poznámky     |
| 2010/11             | Karlovarská krajská soutěž – sk. A | 5. úroveň | 5. místo |                                       | Reorganizace |
| 2011/12             | Karlovarská krajská soutěž         | 5. úroveň | 3. místo | Zápas o 3. místo (výhra)              | Postup       |
| 2012/13             | Karlovarská krajská liga           | 4. úroveň | 3. místo |                                       |              |